# Gwoyeu romatzyh

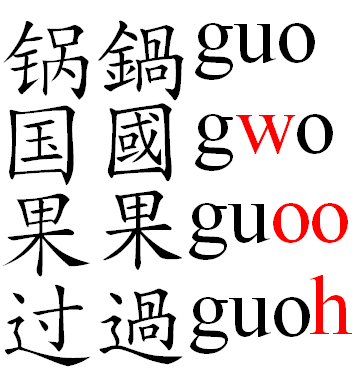
Transcripción según el método gwoyeu romatzyh de la sílaba guo en los cuatro tonos del mandarín, que corresponderían a guō, guó, guǒ y guò en pinyin.

El gwoyeu romatzyh (en chino tradicional, 國語羅馬字; en chino simplificado, 国语罗马字; pinyin, Guóyǔ Luómǎzì, literalmente escritura romanizada de la lengua nacional) es un método de romanización (transcripción al alfabeto latino) del chino mandarín. El sistema fue desarrollado en China en los años 1920 por lingüistas afines al gobierno republicano del Kuomintang y fue el primer sistema de transcripción del chino al alfabeto latino que gozó de reconocimiento oficial en China. Tras la retirada del régimen de la República de China a la isla de Taiwán, continuó siendo el sistema oficial de romanización de la República de China hasta 1986, cuando fue remplazado por una versión muy modificada, los símbolos fonéticos del mandarín II. En la actualidad ha caído en desuso.
Uno de los rasgos más característicos del gwoyeu romatzyh es el hecho de que los tonos distintivos de las sílabas del mandarín son representados mediante combinaciones de letras, y no mediante signos diacríticos. Esta es una diferencia fundamental con el sistema rival latinxua sin wenz, desarrollado también en la primera mitad del siglo XX por comunistas chinos en la Unión Soviética, y que ignoraba por completo los tonos, al considerar que estos se podían deducir por el contexto. Las visiones contrapuestas de los tonos bien como simples detalles o bien como parte esencial de las sílabas en mandarín supondrían el principal motivo de enfrentamiento entre los partidarios de ambos sistemas e influiría en el diseño del sistema hanyu pinyin, promulgado por la República Popular China a partir de 1956 y de uso mayoritario en la actualidad. Aunque el hanyu pinyin se basa principalmente en el latinxua sin wenz, el uso de marcas diacríticas para los tonos se habría debido a las presiones de quienes años antes habían sido partidarios del gwoyeu romatzyh, como Li Jinxi.
El uso de combinaciones de letras diferentes para señalar los tonos propio del gwoyeu romatzyh pervive en la actualidad en el nombre oficial de la provincia china de Shaanxi, para diferenciarla de la vecina provincia de Shanxi. Las formas correctas en hanyu pinyin Shānxī y Shǎnxī se distinguen solamente por las marcas de tono, con frecuencia omitidas. Para evitar ambigüedades, el Estado chino utiliza de manera oficial la grafía Shaanxi, con una a duplicada que es vestigio del gwoyeu romatzyh.

## Historia
El sistema fue diseñado por lingüistas chinos, entre ellos Lin Yutang y Y. R. Chao, que apoyaban la idea, muy común en aquella época, de que los caracteres chinos debían ser abolidos y remplazados por un sistema de escritura fonético, en aras de facilitar la alfabetización de la población y el desarrollo económico y social de China. Debido a esto, el gwoyeu romatzyh fue diseñado como un sistema de escritura para el mandarín apto para ser utilizado en todo tipo de contextos, como alternativa al sistema de escritura tradicional. Esto diferenciaba de manera radical a este sistema de otros que lo habían precedido, como el famoso sistema Wade-Giles, que simplemente servía como guía de la pronunciación del chino para extranjeros.
El sistema fue hecho público por primera vez en 1926 y fue adoptado como sistema de escritura latina oficial en la República de China en 1928. El nombre original del sistema, cuya traducción es escritura romanizada de la lengua nacional, revela su origen como un sistema ortográfico completo para el chino, idea controvertida que sería finalmente desechada. El nombre fue sustituido por el de yìyīn fúhào (譯音符號, símbolos de transcripción) en 1940, precisamente para eliminar cualquier noción de que este sistema pudiera acabar remplazando a los caracteres como expresión escrita habitual de la lengua china.
Tras el traslado del régimen de la República de China a Taiwán al concluir la guerra civil china, el gwoyeu romatzyh conservó su condición de sistema de transcripción latina oficial en la República de China, si bien esta condición era más bien simbólica y el sistema apenas se empleaba, aparte de su uso en manuales de chino para extranjeros publicados en Taiwán. En mayo de 1984, el Ministerio de Educación de la República de China publicó una nueva versión de este sistema, que eliminaba las distinciones gráficas debidas a los tonos. A esta forma modificada, más similar al hanyu pinyin, se la denominó guóyǔ zhùyīn fúhào dì èr shì (國語注音符號第二式, símbolos de anotación fonética del mandarín, segundo estilo, en alusión a su carácter secundario respecto al primer estilo, el zhuyin o bopomofo, sistema de transcripción no latino), y es también conocida por la sigla inglesa "MPS II" (Mandarin Phonetic Symbols II). En la actualidad, el MPS II ha sido remplazado como sistema oficial de la República de China por el tongyong pinyin, un nuevo sistema desarrollado en Taiwán, más similar al hanyu pinyin.

## Características
El sistema presenta algunas similitudes en el uso de las consonantes con el sistema hanyu pinyin. Por ejemplo, la diferencia entre consonantes aspiradas y no aspiradas se refleja mediante los pares b/p, d/t y g/k (compárese esto con el uso del apóstrofo en el sistema Wade-Giles). En el caso de las consonantes representadas por z y c en hanyu pinyin, el gwoyeu romatzyh utiliza tz y ts respectivamente. La ch del hanyu pinyin corresponde también a la ch en gwoyeu romatzyh mientras que la zh del hanyu pinyin se representa por j. Una de las características más importantes del gwoyeu romatzyh es que la terna de palatales representada por j, q y x en hanyu pinyin se escribe en gwoyeu romatzyh como j, ch y sh, respectivamente, sin distinción respecto a la serie de consonantes retroflejas. Esta característica del sistema lo acerca más al Wade-Giles, o al sistema de Yale diseñado en los Estados Unidos, que al hanyu pinyin y al bopomofo, en los que las palatales aparecen como consonantes diferenciadas. Esto no hace al gwoyeu romatzyh menos preciso, ya que el hecho de que las palatales y las retroflejas se utilicen con vocales diferentes hace que se puedan considerar como variantes alófonas de los mismos fonemas. En cuanto a las vocales, destaca el hecho de que iou, uei y uen se escriben siempre en la forma completa, a diferencia de lo que ocurre en hanyu pinyin, en que estas combinaciones vocálicas se reducen, por pura convención gráfica, a iu, ui y un, respectivamente. Nótese que en gwoyeu romatzyh la combinación iu se utiliza para la vocal ü del hanyu pinyin. Por su parte, la llamada "rima vacía" se representa por y. Así, las sílabas del hanyu pinyin ci, zi, chi, zhi si, shi y ri se escriben, respectivamente, tsy, tzy, chy, jy, sy, shy y ry (en primer tono). La rotización propia del dialecto pekinés se indica en gwoyeu romatzyh con la letra l en lugar de la r utilizada en otros sistemas. Esto es importante porque la r se emplea, aparte de su uso en la sílaba ry, para la representación gráfica del segundo tono del mandarín, en lo que es el rasgo más llamativo del sistema: la ortografía tonal.
En efecto, el gwoyeu romatzyh tiene la peculiaridad de que los cuatro tonos del mandarín se representan con combinaciones de letras, y no con signos diacríticos. Así, las formas básicas de las sílabas (por ejemplo ba) se emplean para el primer tono, excepto en las sílabas que comienzan por m, n, l y r, para las que la forma básica representa el segundo tono, debido a la mayor frecuencia estadística de este. A partir de esas formas básicas, unas reglas de transformación de las sílabas se aplican para determinar las distintas grafías para cada tono. Así, por ejemplo, las sílabas bā, bá, bǎ y bà del hanyu pinyin son en gwoyeu romatzyh ba, bar, baa y bah. Las reglas de transformación varían según las sílabas y la complicación de estas ha sido a veces señalada como un defecto del sistema. Frente a esta dificultad, una posible ventaja para los estudiantes de chino que han utilizado este sistema en el pasado es la mayor facilidad con que se memoriza la pronunciación correcta de las palabras debido a la clara distinción gráfica entre las sílabas que solo se diferencian por el tono. 
Al igual que el sistema rival latinxua sin wenz, el gwoyeu romatzyh fue diseñado como un sistema completo de escritura de la lengua china en alfabeto latino, y no como una mera herramienta para la transcripción de los sonidos del mandarín. Por ello, los nombres occidentales se mantienen en su grafía original latina, sin ser adaptados a la fonética del mandarín. Esta es la razón de que el nombre correcto del sistema sea gwoyeu romatzyh y no gwoyeu luomaatzyh. Esta última sería la forma ajustada a la pronunciación normal, pero el nombre de Roma, por su origen extranjero, no se debe adaptar según la lectura china, sino que se escribe en su grafía original italiana.